# Пуста (Муреш)
Пуста (рум. Pusta) — село у повіті Муреш в Румунії. Входить до складу комуни Шинкай.
Село розташоване на відстані 283 км на північний захід від Бухареста, 21 км на північний захід від Тиргу-Муреша, 58 км на схід від Клуж-Напоки, 149 км на північний захід від Брашова.

## Населення
За даними перепису населення 2002 року у селі проживали 158 осіб, з них 157 осіб (99,4%) румунів. Рідною мовою 157 осіб (99,4%) назвали румунську.